# بيت الثعيلي (السدة)

تعديل مصدري - تعديل

بيت الثعيلي محلة تابعة لقرية المسقة، التابعة لعزلة وادي الحبالي بمديرية السدة إحدى مديريات محافظة إب في الجمهورية اليمنية.، بلغ تعداد سكانها 69 حسب تعداد اليمن لعام 2004.
وموقعها في عزلة وادي الحبالي في مخلاف خبان مديرية السدة محافظة إب يحدها من الناحية الشمالية الغربية
المسقة (السدة) ومن الناحية الجنوبية قرية نملة والحرف ومن الشمال جبل الشرف واطلال حصن الحاير وموقع القرية تتربع على ربوة جبلية مرتفعة تسمى دمادم وبذلك فان موقعها العالي جعلها تطل على مجرى سيل وادي بنأ والتسمية نسبة إلى" ذي ثعلبان بن شرحبيل ابن الحارث بن مالك بن زيد بن شدد بن زرعة بن سبأ الأصغر"وممن يسكن القرية اليوم ال الثعيلي وال صبر وال الشامي واخرون( الحاير : أنور محمد الحاير - اثار وتاريخ خبان وعمار - مركز حمادي صنعاء 2014- ص 43).